# Dendrogyra
Dendrogyra is een geslacht van neteldieren uit de klasse van de Anthozoa (bloemdieren).

## Soort
- Dendrogyra cylindrus Ehrenberg, 1834